# 湘南乃風〜ラガパレード〜
『湘南乃風〜ラガパレード〜』（しょうなんのかぜ ラガパレード）は、2004年8月18日に発売された湘南乃風の2作目のアルバム。

## 概要
- 2003年に発売された『湘南乃風〜REAL RIDERS〜』から1年1ヶ月ぶりとなった。
- 彼らにとって、初のオリコン初登場トップ10入りを果たしたアルバムである。
- 初回盤には湘南乃風のセレクター、BKが手がけたMIX CD『湘南乃風 2K4 Mega mix』を収録。

## 収録曲

### CD
1. Intro
2. Rockin'Wild
（作詞:湘南乃風 / 作曲:湘南乃風、KAI / 編曲:湘南乃風）
3. 風
（作詞・作曲・編曲:湘南乃風）
1stシングルの2曲目
4. 晴伝説
（作詞・作曲・編曲:湘南乃風）
2ndシングル
5. 応援歌 feat. MOOMIN
（作詞:湘南乃風、MOOMIN / 作曲:湘南乃風、MOOMIN、Home Grown / 編曲:湘南乃風、Home Grown）
1stシングルの1曲目
6. 旅の途中...
（作詞・作曲:RED RICE / 編曲:湘南乃風）
RED RICEのソロ楽曲。
7. B.Blues〜Do It!〜
（作詞・作曲:SHOCK EYE / 編曲:湘南乃風）
SHOCK EYEのソロ楽曲。
8. MY WAY feat. MINMI
（作詞:若旦那、MINMI / 作曲:若旦那 / 編曲:湘南乃風）
若旦那のソロ楽曲。
MINMIが参加している。
9. NO DOUBT!!
（作詞・作曲:HAN-KUN / 編曲:湘南乃風）
HAN-KUNのソロ楽曲。
10. これが一番大事! feat. KENTY-GROSS
（作詞:RED RICE、KENTY-GROSS / 作曲:RED RICE / 編曲:湘南乃風）
RED RICEのソロ楽曲。
KENTY-GROSSが参加している。
11. Skit
12. L.A.P〜One Love〜
（作詞・作曲・編曲:湘南乃風）
テレビ朝日系「指名手配」エンディングテーマ
13. 極東のCHAMPION feat. MSC
（作詞:湘南乃風、MSC / 作曲・編曲:湘南乃風）
MSCが参加している。
佐藤ルミナへの応援ソングとして制作した楽曲。
14. 札束
（作詞:若旦那 / 作曲：MINMI、若旦那 / 編曲:湘南乃風）
若旦那のソロ楽曲。
MINMIも作曲に参加している。
15. 挑戦状 feat. TERASEE from INFINITY16
（作詞:SHOCK EYE、TERASEE / 作曲:SHOCK EYE / 編曲:湘南乃風）
SHOCK EYEのソロ楽曲。
INFINITY16のTERASEEが参加している。
16. GOOD LIFE...
（作詞・作曲:HAN-KUN / 編曲:湘南乃風）
HAN-KUNのソロ楽曲。
17. ONE〜命の灯火〜
（作詞・作曲・編曲:湘南乃風）
18. Outro

### MIX CD
- 湘南乃風 2K4 Mega mix

1. Intro
2. Wild Speed
1stアルバム『湘南乃風〜REAL RIDERS〜』収録。
3. Rockin'Wild
4. STILL WILD
2ndシングルのカップリング曲。
5. NO DOUBT!!
6. How we get down feat. BOOGIE MAN & VADER
1stアルバム『湘南乃風〜REAL RIDERS〜』収録。
7. Real or Fake
1stアルバム『湘南乃風〜REAL RIDERS〜』収録。
8. We Got A Power feat. PRIMAL from MSC & ARK from BACKGAMMON
1stアルバム『湘南乃風〜REAL RIDERS〜』収録。
9. 極東のCHAMPION feat. MSC
10. 挑戦状 feat. TERASEE from INFINITY16
11. これが一番大事! feat. KENTY-GROSS
12. MY WAY feat. MINMI
13. CRY feat. MINMI
1stアルバム『湘南乃風〜REAL RIDERS〜』収録。
14. L.A.P〜One Love〜
15. CLASSIC〜coast side summer remix〜
2ndシングルのカップリング曲。
16. B.Blues〜Do It!〜
17. Under The Moonlight〜at the Bord walk〜
1stアルバム『湘南乃風〜REAL RIDERS〜』収録。
18. N.O.S〜New Old Stock〜 feat. NG HEAD
1stアルバム『湘南乃風〜REAL RIDERS〜』収録。
19. 旅の途中...
20. GOOD LIFE...
21. 札束
22. 応援歌 feat. MOOMIN